# Erythroxylum ruizii
Erythroxylum ruizii är en tvåhjärtbladig växtart som beskrevs av Johann Joseph Peyritsch. Erythroxylum ruizii ingår i släktet Erythroxylum och familjen Erythroxylaceae. Inga underarter finns listade i Catalogue of Life.